# Mirga Gražinytė-Tyla
Mirga Gražinytė, művésznevén Mirga Gražinytė-Tyla (Vilnius, 1986. augusztus 29. – ) litván karmester. Jelenleg a City of Birmingham Symphony Orchestra (CBSO) zenei igazgatója.

## Kezdeti évek, tanulmányok
Gražinytė-Tyla Litvániában, Vilniusban született. Édesapja, Romualdas Gražinis, a vilniusi Aidija Kamarakórus karnagya. Édesanyja, Sigutė Gražinienė zongorista és énekes. Nagymamája, Beata Vasiliauskaitė-Šmidtienė hegedűművész, nagybátyja orgonaművész volt, míg nagynénje zeneszerző. Hárman vannak testvérek, nővére, Onutė Gražinytė zongorista, és van egy öccse is, Adomas Gražinis.
Gyerekkorában Gražinytė-Tyla francia és festészet szakon szerzett alapképzést, a vilniusi nemzeti M. K. Čiurlionis művészeti iskolában tanult. Tizenegy éves korában úgy döntött, hogy zenét akar a továbbiakban tanulni. Ekkor az egyetlen még elérhető zenetanulási lehetőség a kórusvezetés szakon volt. Ezt követően úgy vett részt a zenei képzésben és oktatásban, hogy korábban semmilyen hangszeren sem játszott. Először 13 évesen vezényelt kórust. Ezt követően zenei tanulmányait a grazi Zeneművészeti Egyetemen folytatta, ahol többek között Johannes Prinz tanítványa volt. 2007-ben ott szerezte meg diplomáját. Ezt követően karmesterképzésen vett részt a lipcsei Felix Mendelssohn-Bartholdy Zenei Konzervatóriumban Ulrich Windfuhrnál és a zürichi Zenei Konzervatóriumban, ahol mentorai között volt Johannes Schlaefli is. Gražinytė ekkor döntött úgy, hogy művésznéven folytatja tovább karrierjét, nevét kiegészítette a „tyla” szóval, amely litvánul „csendet” jelent.

## Életútja
Gražinytė-Tyla a 2011–2012-es szezonban a Heidelbergi Színház másodkarmestere (2. Kapellmeisterin) lett. 2012-ben megnyerte a Nestlé Salzburgi Fiatal Karmesterek Versenyét. A 2013–2014-es évadban első karmester (1. Kapellmeisterin) lett a Berni Operában. Gražinytė-Tyla a 2015–2016-os szezonban lett a Salzburger Landestheater zenei igazgatója, szerződése két évadra szólt. A Salzburger Landestheater zenei igazgatói posztjától a 2016–2017-es szezonban vált meg.
Az Egyesült Államokban Gražinytė-Tyla a Los Angeles-i Filharmonikusoknál Gustavo Dudamel munkatársa volt a 2012–2013-as szezonban. 2014 júliusában kétéves szerződéssel a zenekar másodkarmesterének nevezték ki. 2015 augusztusától két évre a zenekar másodkarmestere lett 2017-ig.
2015 júliusában Gražinytė-Tyla kiemelt vendégként vezényelte a City of Birmingham Symphony Orchestrát (CBSO). Ezt követően 2016 januárjában egy további koncertre kérték fel a zenekarral. 2016 februárjában a CBSO őt kérte fel új zeneigazgatójának. A munkát 2016 szeptemberében kezdte meg Birminghamben, szerződése 3 évre szól. Első koncertjét a CBSO zeneigazgatójaként 2016. augusztus 26-án vezényelte Birminghamben, majd másnap este a BBC Promsban lépett fel. Gražinytė-Tyla a CBSO első női karmestere. 2018 májusában a CBSO bejelentette Gražinytė-Tyla zeneigazgatói szerződésének meghosszabbítását a 2020–2021-es szezonra. 2021 januárjában a CBSO bejelentette, hogy Gražinytė-Tyla a 2021–2022-es szezont követően a CBSO zeneigazgatói posztján befejezi tevékenységét, és ezt követően a CBSO első vendégkarmestereként dolgozik tovább.
2019 februárjában Gražinytė-Tyla exkluzív, hosszú távú, zenefelvételekre szóló exkluzív szerződést írt alá a Deutsche Grammophonnal (DG). Ő a valaha volt első női karmester, akivel kizárólagos szerződést kötött a DG. Első, 2019-ben kiadott DG-felvétele Mieczysław Weinberg szimfóniája volt, melyet a CBSO-val adott elő. 2020 októberében elnyerte az Év Albuma díjat az éves Gramophone Awards-on.

## Családja
Gražinytė-Tyla élettársa a Heidelbergi Szimfonikus Zenekar ütőhangszeres szólamvezetője. A házaspárnak két gyermeke van. Első gyermekük fiú, 2018. augusztus 26-án született. A család Salzburgban él.

## Fordítás
- Ez a szócikk részben vagy egészben  a   Mirga Gražinytė-Tyla című angol Wikipédia-szócikk ezen változatának fordításán alapul.  Az eredeti cikk szerkesztőit annak laptörténete sorolja fel. Ez a jelzés csupán a megfogalmazás eredetét és a szerzői jogokat jelzi, nem szolgál a cikkben szereplő információk forrásmegjelöléseként.